# Tohi à calotte blanche
Atlapetes albinucha
Espèce
Statut de conservation UICN

 LC  : Préoccupation mineure
Le Tohi à calotte blanche (Atlapetes albinucha) est une espèce de passereaux de la famille des Passerellidae.

## Répartition
Son aire de répartition s'étend du Mexique à la Colombie.